# Pájara
Pájara es una localidad y municipio español perteneciente a la isla de Fuerteventura, en la provincia de Las Palmas, comunidad autónoma de Canarias.
Situado en parte del centro-occidental de la isla, abarca también todo el sur de la misma conformado por la península de Jandía.

## Toponimia
El municipio toma su nombre de su capital administrativa, la población de Pájara. En cuanto al origen de esta denominación, tradicionalmente se la considera relacionada con la voz del español general pájaro, aunque se desconoce el motivo por el que se empleó este apelativo para la zona. Sin embargo, investigadores como Dominik Josef Wölfel o Maximiano Trapero proponen su consideración como topónimo de procedencia aborigen, si bien transformado o castellanizado.
En cuanto a su posible significado, el filólogo Ignacio Reyes propone su traducción como 'gran ventura, suerte, fortuna, riqueza'.

## Geografía

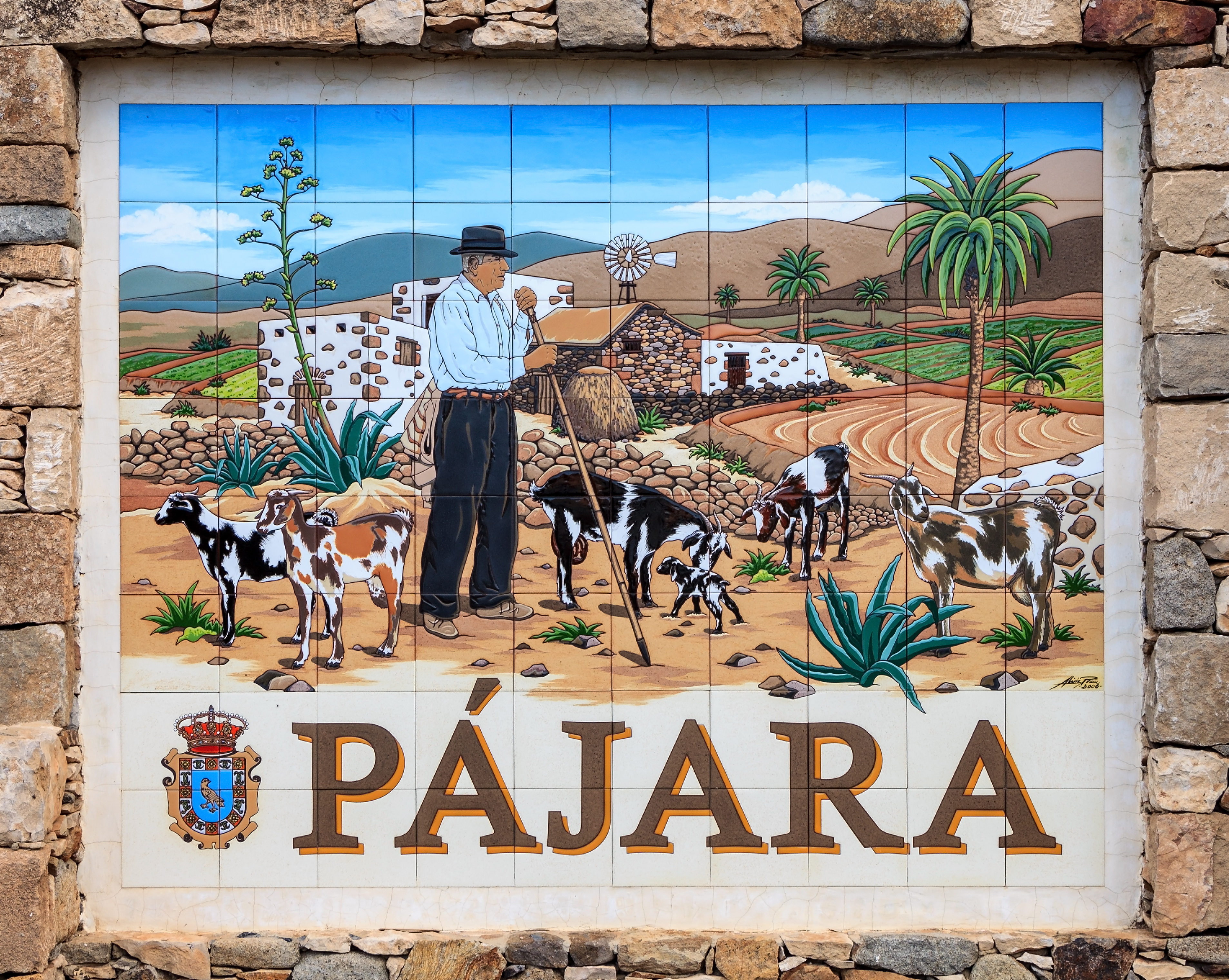

Se encuentra situado en el sector sur-occidental de la isla de Fuerteventura, a 41,5 km de la capital insular.
Es el municipio más extenso de la isla, con un territorio de 383,52 km², del que gran parte se corresponde con una extensa área rural y natural. Cuenta asimismo con un perímetro municipal de 163,56 km, lindando con los municipios de Tuineje y Betancuria.
La capital municipal, el casco urbano de Pájara, se encuentra a 196 m s. n. m., localizándose en el territorio municipal el punto más elevado de la isla, el Pico de la Zarza, con 813 m s. n. m.
Sus núcleos más importantes son Morro Jable, Costa Calma y Solana Matorral.

### Clima
El municipio de Pájara posee un clima árido cálido según la clasificación de Köppen.
El mes más cálido es agosto, con una temperatura media de 23.7 °C, siendo el más frío enero con 16.4 °C. La temperatura media anual es de 20 °C.
En cuanto a las precipitaciones, el municipio registra un promedio de 77 mm al año, siendo el mes más lluvioso diciembre con 18 mm y los más secos junio, julio y agosto, en los que no se registran precipitaciones.

### Espacios naturales protegidos

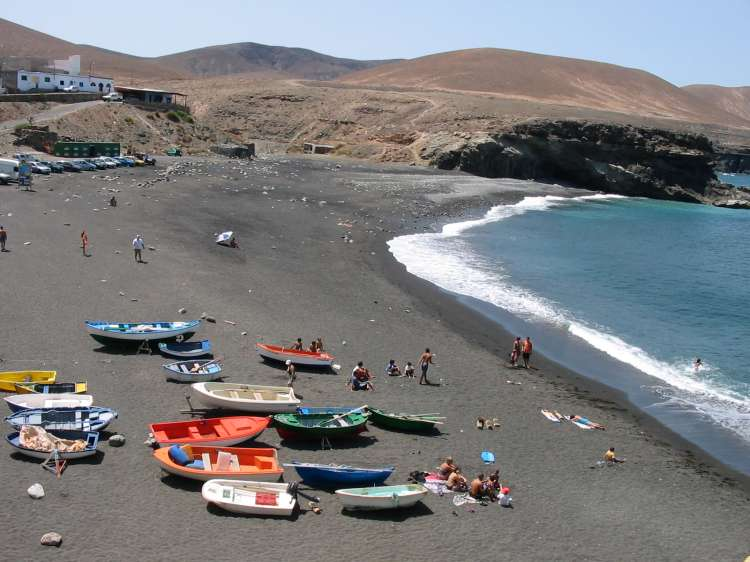
Puerto de la Peña, Ajuy

El municipio cuenta con los espacios naturales protegidos de:
- Monumento natural Ajuy: alberga sedimentos oceánicos y fósiles de animales marinos ya desaparecidos, de gran interés científico.
- Parque natural de Jandía: abarca casi la totalidad de la península del mismo nombre. Cuenta con abundantes endemismos, especies amenazadas y especies protegidas de flora y fauna.
- Monumento natural Montaña Cardón: de interés científico por su riqueza florística.
- Sitio de interés científico de Playa del Matorral: con sólo 115 hectáreas es una importente zona de recalada de aves marinas.

Además, Pájara cuenta con una pequeña superficie ―3054,3 Ha― del parque rural de Betancuria, que se extiende también por los municipios de Betancuria, Puerto del Rosario, Antigua y Tuineje, u que posee valor por su singularidad geológica y su morfología paisajística.

## Demografía
Pájara cuenta con una población de 21 614 habitantes (INE 2024).
| Gráfica de evolución demográfica de Pájara entre 1842 y 2021                                                        |
| |
| Población de derecho según los censos de población del INE Población de hecho según los censos de población del INE |

| Nacionalidad | Hombres | Mujeres | Total  | %      | Proporción |
| ------------ | ------- | ------- | ------ | ------ | ---------- |
| Española     | 7160    | 6354    | 13 514 | 65.1 % |            |
| Extranjera   | 3622    | 3615    | 7237   | 34.8 % |            |

| Entidad singular           | Habitantes |
| -------------------------- | ---------- |
| Ajuy                       | 78         |
| Cardón                     | 116        |
| Chilegua                   | 0          |
| Costa Calma                | 5782       |
| Esquinzo                   | 1005       |
| La Lajita                  | 2017       |
| Mal Nombre                 | 7          |
| Morro Jable                | 8368       |
| Pájara (capital municipal) | 1051       |
| La Pared                   | 529        |
| Piedras Caídas             | 502        |
| Punta Jandía               | 30         |
| Solana Matorral            | 1606       |
| Toto                       | 258        |

## Historia
Los territorios que conforman el moderno término municipal de Pájara poseen un rico pasado desde época aborigen, allá por el cambio de era, perdurando a lo largo de los siguientes siglos la actividad humana ligada a sectores productivos como la ganadería, la agricultura de secano y la recolección, principalmente de frutos de la costa marina como la malacofauna autóctona.
El territorio que ocupa la jurisdicción del moderno municipio de Pájara aglutinó en época aborigen la totalidad del reino de Jandía, uno de los cantones existentes a la llegada de los europeos. Uno de los yacimientos más espectaculares de esa etapa histórica lo conforma la Pared de Jandía, un muro levantado con piedra seca que constituía la frontera entre ambos reinos. Pese a que dicha construcción ha seguido utilizándose posteriormente como cantería para levantar corrales o gambuesas, sigue siendo posible observar fragmentos de esa pared delimitadora a lo largo del istmo de la península de Jandía.
Este municipio cuenta con importantes yacimientos prehispánicos que se distribuyen tanto por el litoral como por el interior de la isla, siendo algunos de los más reveladores los encontrados en las bocas de los barrancos, como el de Butihondo, o las inscripciones halladas en la Montaña Cardón. Los registros arqueológicos muestran que estas comunidades aborígenes poseían una dieta donde la proteína era parte fundamental, esencialmente la procedente del alimento producido por el ganado de ovicápridos, aunque también practicaban la agricultura en las vegas y valles más fértiles de la zona, como en los sitios de Toto, Pájara y alrededores.
Su larga tradición como pastores se mantuvo incluso después de la conquista señorial y los fenómenos de aculturación, como lo demuestra la reutilización de cabañas y corrales para el rebaño, así como por la pervivencia de las rutas trashumantes que atravesaban desde la dehesa de Jandía hasta los valles centrales de la isla. También, como resultado de esta costumbre ganadera y por la abundancia de cabras, encontramos la aparición de oficios, de carácter mercantil e industrail, dedicados al tratamiento de la lana y el curtido del cuero, erigiéndose pequeños talleres por toda la geografía isleña, como la Tenería de Mézquez.

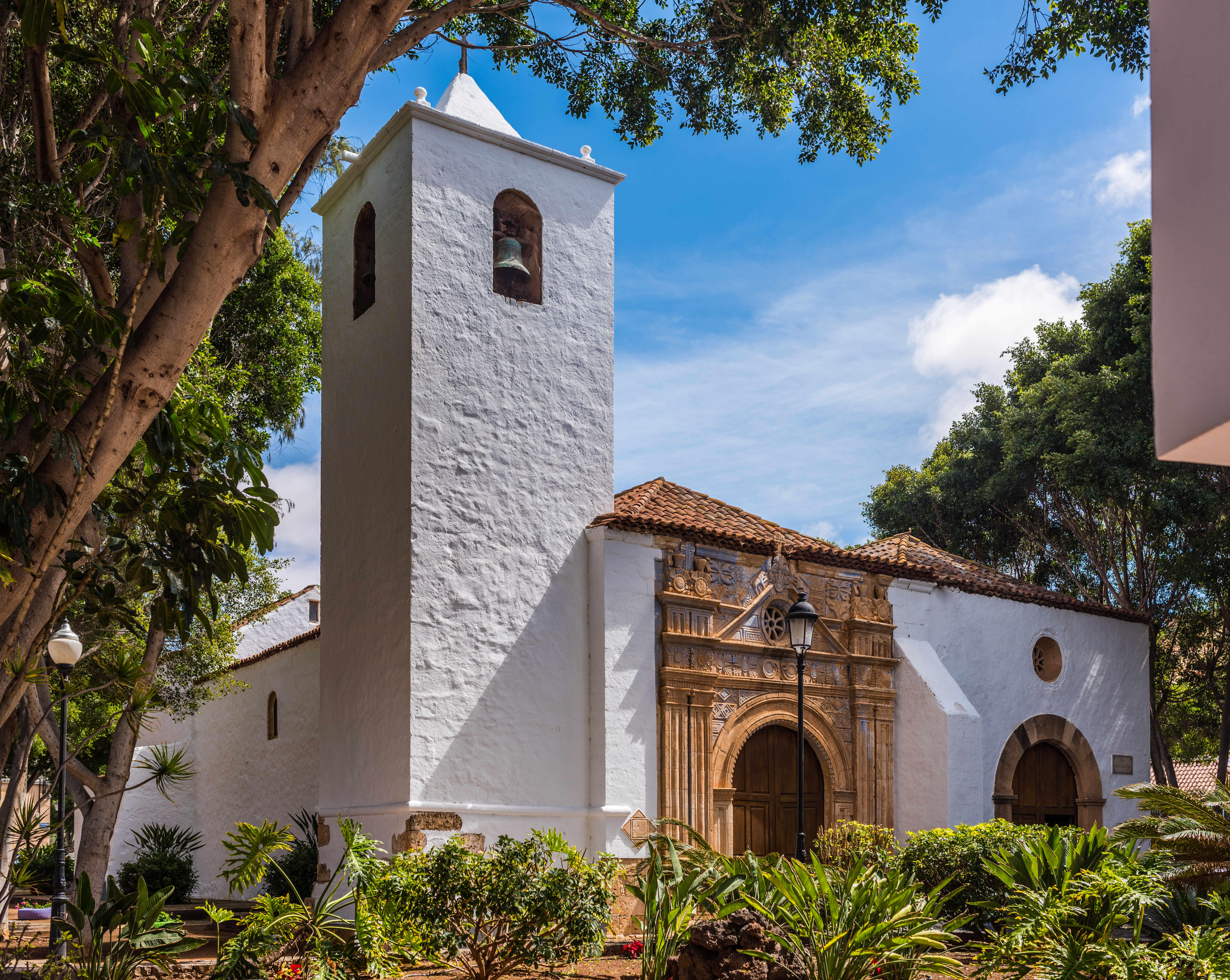
Iglesia de nuestra señora de Regla, del, elevada a parroquia en 1711

En cuanto al poder religioso, es de destacar que la parroquia de Pájara, junto a la de La Oliva, serían las primeras en disgregarse de la parroquia matriz ubicada en la villa de Betancuria a comienzos del siglo XVIII. Este hecho demuestra la relevancia poblacional y económica que adquirió Pájara. En 1711 sería consagrado el templo como parroquia sufragánea y se ampliaría la ermita inicial dedicada a la virgen de Regla.
En los siglos siguientes, la actividad ganadera se compaginaría con otras ocupaciones más lucrativas como el comercio, especialmente de materias primas como el grano, los derivados del ganado y de la pesca y la cal. Este auge del comercio conllevó la creación de pequeños puertos por muchas de las calas del moderno municipio de Pájara, junto a los que perduran algunos restos patrimoniales de ese pasado como son los hornos de cal de Ajuy y Matas Blancas, la propia Casa de la Aduana (Ajuy) o, incluso, vestigios de las estructuras portuarias.
Con el comienzo del siglo XIX y la primera experiencia constitucional, Pájara no se mantuvo indiferente ante las tendencias políticas que surgían por todo el imperio español. Con el derecho que le otorgaba ser parroquia tiempo atrás y ante la desaparición del municipio-isla con sede en la capital, Betancuria, decide erigirse como ayuntamiento constitucional y asumir las facultades jurídicas, políticas y económicas que conllevaba ese estatus. Sin embargo, con el advenimiento de Fernando VII y la derogación de todas las medidas liberales, en 1814 se suprime el joven ayuntamiento y se vuelve al cabildo como única forma de organización insular. Con el Trienio Liberal vuelve a suceder algo parecido, para finalmente instalarse de forma definitiva el ayuntamiento en 1835.
Ya iniciado el siglo XX, el municipio de Pájara cobra importancia en cuanto es un territorio escasamente poblado, pero de gran extensión, por lo que en los distintos planes de defensa del archipiélago se proyectó la construcción de múltiples casamatas, búnkeres, trincheras y demás fortificaciones necesarias ante cualquier posible ataque que pudieran causar las fuerzas aliadas en el contexto de la II Guerra Mundial. Vinculado a esta situación permanecen muchas de las estructuras militares, hoy abandonadas y mal conservadas, regadas por toda la costa insular.
Muy afamado durante este periodo es el alemán Gustav Winter, propietario de la legendaria villa Winter en Cofete. Durante muchos años fue una figura importante en la realidad político-económica de Pájara pues, mediante el contrato arrendatario con los condes de Santa Coloma, fue el dueño de la península de Jandía. Entre sus obras más conocidas debemos destacar tu participación en el pavimentado del camino de los presos, un túnel inacabado que uniera Morro Jable y Cofete, además de dos pistas de aterrizaje como parte de sus planes de explotación turística.

## Símbolos
El escudo heráldico municipal fue aprobado por orden de 11 de noviembre de 1986 del gobierno de Canarias, siendo su descripción: «Escudo de azur, un pájaro de oro; bordura jarquelada de ocho piezas de gules, cargadas de sendos soles de oro y ocho piezas de plata, cargados de ocho pares de sierpes entrelazados de sinople. Al timbre, Corona Real cerrada».

## Administración y política
El municipio se rige por su ayuntamiento, compuesto por el alcalde-presidente y veinte concejales.
| Partido político                             | 2023  | 2023  | 2023       | 2019  | 2019  | 2019       | 2015  | 2015  | 2015       | 2011                       | 2011                       | 2011                       | 2007  | 2007  | 2007       |
| Partido político                             | %     | Votos | Concejales | %     | Votos | Concejales | %     | Votos | Concejales | %                          | Votos                      | Concejales                 | %     | Votos | Concejales |
| Partido Socialista Obrero Español (PSOE)     | 35,16 | 2241  | 8          | 34,79 | 2220  | 8          | 33,00 | 1931  | 7          | 29,36                      | 1753                       | 7                          | 46,65 | 2796  | 8          |
| Coalición Canaria (CC)                       | 27,09 | 1727  | 6          | 27,88 | 1779  | 7          | 20,92 | 1224  | 4          | 27,24                      | 1626                       | 7                          | 23,17 | 1389  | 4          |
| Nueva Canarias (NC)                          | 14,12 | 900   | 3          | 13,68 | 873   | 3          | 6,89  | 403   | 1          | 6,53                       | 390                        | 1                          | 0,90  | 54    | 0          |
| Asambleas Municipales de Fuerteventura (AMF) | 11,10 | 708   | 2          | –     | –     | –          | 8,94  | 523   | 2          | 10,7                       | 639                        | 2                          | –     | –     | –          |
| Partido Popular (PP)                         | 8,01  | 511   | 2          | 8,77  | 560   | 2          | 8,92  | 522   | 2          | 12,18                      | 727                        | 3                          | 10,63 | 637   | 2          |
| Partido Progresista Majorero (PPM)           | –     | –     | –          | 3,52  | 225   | 0          | 7,45  | 436   | 1          | 7,62                       | 455                        | 1                          | –     | –     | –          |
| Podemos                                      | –     | –     | –          | 5,95  | 380   | 1          | –     | –     | –          | –                          | –                          | –                          | –     | –     | –          |
| Centro Canario Nacionalista (CCN)            | –     | –     | –          | –     | –     | –          | –     | –     | –          | Con Coalición Canaria (CC) | Con Coalición Canaria (CC) | Con Coalición Canaria (CC) | 15,67 | 939   | 3          |

Tras las elecciones municipales de mayo de 2019 se formó un gobierno de CC apoyado por los concejales de Nueva Canarias-AMF y los del Partido Popular, siendo elegido alcalde el nacionalista Miguel Ángel Graffigna. Sin embargo, el 21 de noviembre del mismo año, Graffigna renunció al cargo ante una posible moción de censura presentada por los concejales de PSOE, AMF y Podemos. Es entonces elegido nuevo alcalde el concejal de AMF Pedro Armas.
El 7 de mayo de 2021 se forma un nuevo grupo de gobierno después de que AMF rompiera su pacto con el PSOE. El nuevo equipo se forma con CC, PP, Nueva Canarias y el exedil de Podemos.

## Economía

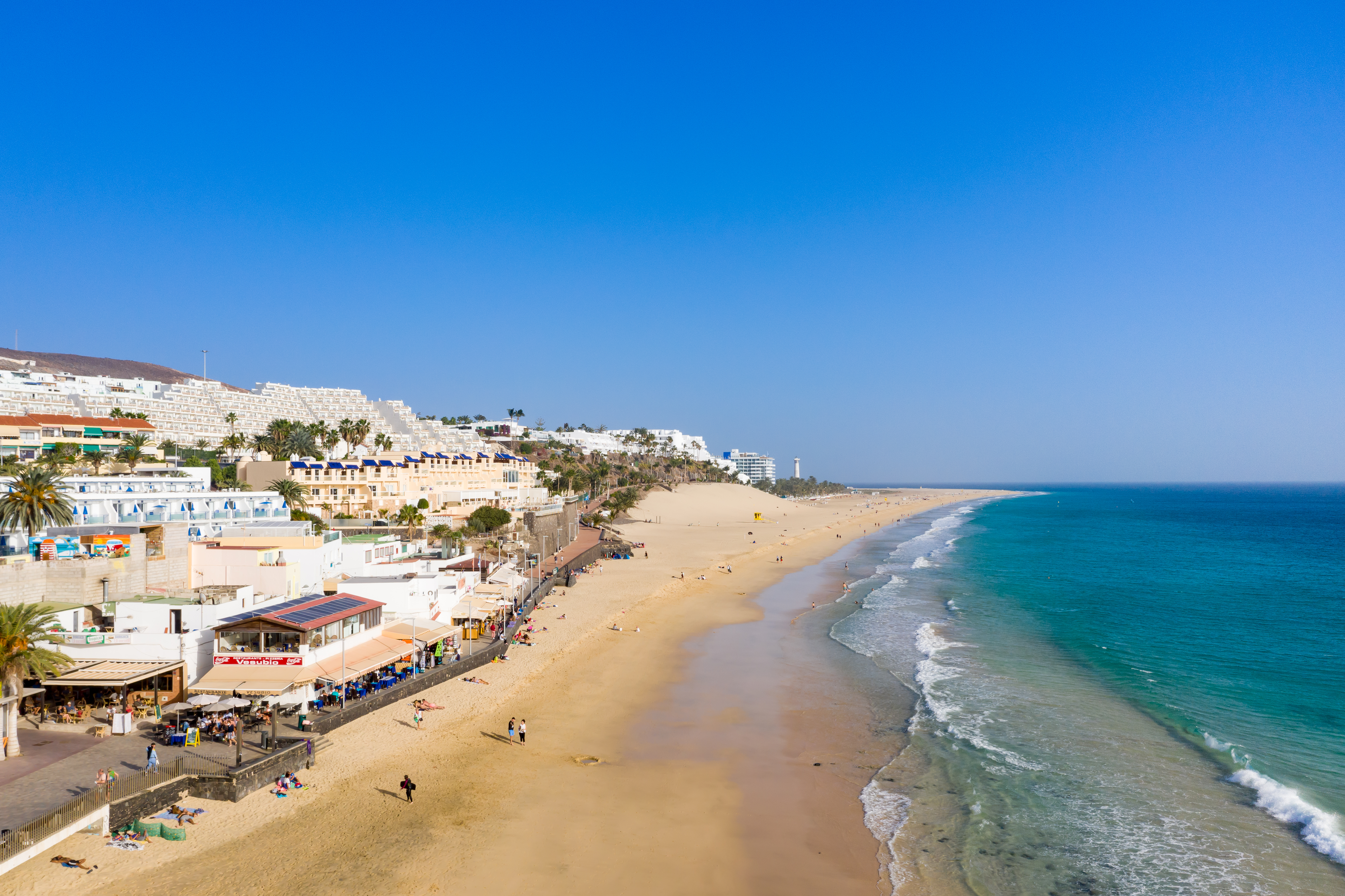
Alojamientos turísticos en Morro Jable

La economía de Pájara está centrada en el turismo, con una amplia oferta en hoteles y alojamientos turísticos. El municipio cuenta con la mayor extensión de playas del archipiélago, destacando las de Sotavento, Cofete y Morro Jable.

## Deporte
Morro Jable, de tradición pesquera, es sede de importantes campeonatos internacionales de windsurf.

## Transporte
En autobús —guagua— queda conectado mediante la siguiente línea de Transportes Antonio Díaz Hernández (TIADHE): 
| Línea | Trayecto                                          | Recorrido     |
| ----- | ------------------------------------------------- | ------------- |
| 01    | Puerto del Rosario - Morro Jable                  | Horario/Línea |
| 04    | Pájara - Morro Jable                              | Horario/Línea |
| 05    | Costa Calma - Morro Jable                         | Horario/Línea |
| 09    | Pájara - Morro Jable                              | Horario/Línea |
| 10    | Puerto del Rosario - Morro Jable (por Pozo Negro) | Horario/Línea |
| 11    | Tuineje - La Lajita - Gran Tarajal                | Horario/Línea |
| 18    | Pájara - Gran Tarajal                             | Horario/Línea |
| 25    | La Lajita - Morro Jable                           | Horario/Línea |
| 111   | Morro Jable - Cofete - Punta de Jandía            | Horario/Línea |